# Lávasirály
A lávasirály (Leucophaeus fulginosus) a madarak (Aves) osztályába a lilealakúak (Charadriiformes) rendjébe, ezen belül a sirályfélék (Laridae) családjába tartozó faj.
A régebbi rendszerbesorolások a Larus nembe sorolják Larus fulginosus néven.

## Előfordulása
Ecuadorhoz tartozó Galápagos-szigeteken honos, ahol három szigeten fészkel, Santa Cruz, San Cristobal és Isabela szigetén. Csak a tengerpart közelében látható madár, a szigetek belsejében nem fordul elő.

## Megjelenése
Közepes méretű sirályfaj, testhossza 45 centiméter. Testalkata vékony, nyaka rövid. Szárnyai hosszabbak és hegyesebbek, mint a sirályoké általában. 
Színe szürke. Feje és nyaka sötétbarna. Szárnyai a testtől sötétebb szürkék, szárnyainak hegye fehér. Farkának felső része fekete, alul fehér.
Szeme körül egy csupasz, piros színű bőrgyűrű látható. A szeme alatt és felett egy-egy fehér folt van.
A fiatal egyedek inkább barnás színűek.

## Életmódja
Halakkal, rákokkal, kisebb gyíkokkal táplálkozik.Kifosztja más tengeri madarak fészkét és olykor ellopja, más madarak, így a lávagém által elejtett táplálékot is.
A kikötők környékén többnyire a halászat során keletkezett hulladékokat gyűjti össze.

## Szaporodása
Szaporodáskor nem állnak össze a párok kolóniákba, hanem elkülönülve fészkelnek. Fészkét ágakból, földből a talajra építi és zöld növényi részekkel béleli ki. Mindig a víz közelébe fészkel, többnyire a tengerparton.
Fészekalja 2 olajzöld tojásból áll, melyen 30 napig kotlik. A kikelő szürke pehelyruhás fiókákat mindkét szülő eteti. A fiatal lávasirályok 60 nap után válnak röpképessé, de szüleik még egy ideig ez után is etetik őket.

## Természetvédelmi helyzete
Populációja jelenleg stabil, bár igen alacsony egyedszámú.
Természetes ellensége alig van, de a szigeteken meghonosodott emlősök elsősorban a házi patkányok, az elvadult macskák és kutyák sok fiókát ölnek meg.
Költési területük zöme nemzeti parkokon belül fekszik, de a jobb táplálék ellátottság miatt sok madár a galápagosi kikötők, így Puerto Ayora, Puerto Baquerizo Moreno és Puerto Villamil környékére települt át, ahol fokozottan ki vannak téve az emlős ragadozók háborgatásának.
Jelenleg 400 és 500 egyed közé tehető a számuk.

## Fordítás
- Ez a szócikk részben vagy egészben  a   Lavamöwe című német Wikipédia-szócikk ezen változatának fordításán alapul.  Az eredeti cikk szerkesztőit annak laptörténete sorolja fel. Ez a jelzés csupán a megfogalmazás eredetét és a szerzői jogokat jelzi, nem szolgál a cikkben szereplő információk forrásmegjelöléseként.